# Nicolas Pépé
Nicolas Pépé, né le 29 mai 1995 à Mantes-la-Jolie, dans les Yvelines, est un footballeur international ivoirien. Il évolue actuellement au poste d'ailier à Villarreal CF.
Pépé commence le football à Paris puis part au Poitiers FC. Il intègre Angers SCO en 2013. Après un passage en équipe réserve puis un prêt à l'US Orléans avec qui il termine vice-champion et est élu meilleur joueur de National 2015-2016, Nicolas découvre la Ligue 1 avec le SCO. Une seule saison lui suffit pour se faire repérer. Son contrat est racheté par le Lille OSC à l'été 2017 pour dix millions d'euros. Le premier exercice est consacré à se battre pour le maintien. La saison 2018-2019 est celle de sa révélation avec une place de vice-champion de France.

## Biographie

### Enfance et formation
Né à Mantes-La-Jolie le 29 mai 1995, de parents ivoiriens; Nicolas Pépé commence le football au FC Solitaires Paris Est, dans le 19e arrondissement de Paris. 
Le deuxième d’une fratrie de trois et habite avec sa famille au quartier Danube, dans l'arrondissement dont il porte le numéro plus tard à Lille, à proximité du stade Ladoumègue et du gymnase Chaumont. Son frère aîné, Jonathan, de deux ans plus âgé, joue également dans les catégories de jeunes au Solitaires, et son père avec les vétérans le dimanche matin. De six à seize ans, Pépé évolue dans le club comme gardien de but. « On avait besoin d’un gardien, et Nicolas se débrouillait bien, c’était même le meilleur dans les buts. Il avait une capacité à bondir très rapidement devant ses adversaires » se souvient un ex-coéquipier. Il passe progressivement joueur de champ. Lors d’un tournoi en benjamin à 13 ans, il termine meilleur joueur et meilleur gardien.
Après dix ans au Solitaires, Nicolas quitte la région parisienne pour le club du Poitiers FC car son père, surveillant pénitentiaire, est muté à la prison de Vivonne.
Il s'impose comme milieu gauche, avant de rejoindre les rangs du Poitiers FC.
En juillet 2013, il s'engage avec le Angers SCO où il intègre l'équipe réserve du club.

### Carrière en club

#### Professionnel au Angers SCO (2014-2017)
Nicolas Pépé fait ses débuts professionnels au Angers SCO le 26 août 2014, à domicile, contre l'AC Arles-Avignon en Coupe de la Ligue. Le 15 novembre 2014, il est titulaire pour la première fois dans le cadre du 7e tour de Coupe de France, face aux Jeunes d'Argentré du Plessis (évoluant en DHR), il inscrit un triplé. Il fait ses débuts en championnat la semaine suivante sur la pelouse de l'AC Ajaccio.
En 2015 - 2016, il est prêté à l'US Orléans qui évolue en National. Avec 7 buts en 29 matchs de championnat, à seulement 21 ans, le joueur permet à son équipe de monter en Ligue 2 et est nommé meilleur joueur du championnat,.
La saison suivante, il revient à Angers et découvre la Ligue 1. Le 19 novembre 2016, il inscrit son premier but en première division et permet aux Angevins, en infériorité numérique, d'accrocher le Stade Rennais au Roazhon Park (1-1). Son compatriote ivoirien, Giovanni Sio, ouvre le score pour les Rennais lors de ce match qui rend hommage à Laurent Pokou, grand joueur ivoirien décédé quelques jours plus tôt. « J'ai pensé tout de suite à Laurent Pokou après le but, c'est pour ça que j'ai levé les mains au ciel, comme Giovanni. Ce but, il est pour lui. Que deux internationaux ivoiriens marquent sur ce match, c'est symbolique », explique ensuite Nicolas Pépé. Il continue sa progression au sein de l'attaque angevine, avec trois buts et une passe décisive en 33 matchs de championnat. Pisté par l'Olympique lyonnais à l'issue de cette saison 2016 - 2017, l'international ivoirien décide de rallier le nord et le Lille OSC de Marcelo Bielsa, moyennant dix millions d'euros.

#### Confirmation au LOSC Lille (2017-2019)
Le 21 juin 2017, il s'engage avec le Lille OSC pour une durée de cinq ans. Il avait été personnellement supervisé par le nouvel entraîneur lillois Marcelo Bielsa la saison précédente. Blessé durant la pré-saison, il joue son premier match le 20 août 2017 contre le SM Caen. Le 5 novembre 2017, il inscrit ses deux premiers buts sous le maillot lillois face au FC Metz (3-0). Positionné dans un premier temps en pointe de l'attaque par Bielsa, il retrouve sa position favorite d'ailier droit après l'arrivée de Christophe Galtier. Pépé marque des buts importants dans la course au maintien du club lillois. Décisif face à Toulouse (1-0) et Caen (0-1). Le 28 avril 2018, il réalise une bonne performance face à Metz avec un but et deux passes décisives qui permet au LOSC de remporter une victoire importante (3-1). La semaine suivante, il permet à Lille de sortir de la zone de relégation en marquant un doublé sur la pelouse de Toulouse (2-3). Le jeune buteur réalise un bel exercice sur le plan personnel, avec treize buts et cinq passes décisives en 36 matchs de L1, mais son équipe finit à la 17e place du classement. Courtisé par l'Olympique lyonnais, Pépé décide de rester à Lille où il pense avoir plus de chance de jouer.
Lors de la saison 2018-2019, il est avec Adama Soumaoro l'un des deux délégués syndicaux de l'UNFP au sein du LOSC. Le 15 septembre 2018, il inscrit son premier triplé sur la pelouse d'Amiens (2-3), alors qu'il était diminué pour cette rencontre. Deux semaines plus tard, il se montre déterminant en provoquant deux penaltys lors d'une victoire 3-0 contre Marseille. En octobre 2018, il reçoit le trophée de meilleur joueur du mois pour ses performances en championnat lors du mois précédent. En janvier 2019, nommé pour la quatrième fois de la saison, il reçoit de nouveau le trophée mensuel. Le 14 avril 2019, il participe activement à la large victoire contre le futur champion, le Paris-Saint-Germain (5-1), en marquant un but et en délivrant deux passes décisives, retardant ainsi le sacre de champion de France de son adversaire. À la suite de ce match, Pépé est le seul joueur à être impliqué à trois reprises dans au moins trois buts lors d'un match cette saison. Il est nommé pour les trophées UNFP du meilleur joueur de la saison 2018-2019 en face d'Edinson Cavani , Kylian Mbappé, Neymar, Angel Di Maria et Hatem Ben Arfa.
Mi-avril 2019, le président du LOSC annonce que le départ de Pépé à l'été est inévitable, ses performances attirant déjà l'attention des plus grands clubs européens, tels que l'Inter Milan, qui aurait déjà offert 90 millions d'euros pour ses services, le Bayern Munich, Arsenal FC, Chelsea FC mais aussi le Paris Saint-Germain FC.

#### Arsenal FC (2019-2023)
Le 1er août 2019, Nicolas Pépé est transféré à Arsenal. Il signe jusqu'en 2024 contre un chèque de 80m€, un montant record pour le club londonien.
Le 11 août 2019, Pépé dispute son premier match en remplaçant Reiss Nelson face au Newcastle United en Premier League. L'ailier attend la troisième journée pour être titularisé par Unai Emery contre le Liverpool FC. Malgré une défaite 3-1, Pépé réalise l'exploit de dribbler le défenseur Virgil van Dijk, une première depuis mars 2018. Il délivre sa première passe décisive le 1er septembre pour Alexandre Lacazette lors d'un nul 2-2 contre Tottenham. Le 23 septembre, Pépé débloque son compteur dans l'élite anglaise en transformant un penalty face à Aston Villa au cours d'un match remporté 3-2, alors que les Gunners étaient menés au score. Le 24 octobre, entré en jeu contre Guimarães en Ligue Europa, il réalise un doublé sur coup franc qui offre une victoire 3-2 à Arsenal. Il commence la saison 2020-2021 sur le banc lors des quatre premieres journées. Lors de la 4e journée contre Sheffield United, il entre en jeu à la 58e minute et va changer le fil de la rencontre. C'est lui qui est à l'origine de l'ouverture du score de Bukayo Saka et lui-même qui va doubler la mise quelque minutes plus tard. Lors de la 14e journée face à Leeds United à Elland Road il est à l'origine d'un accrochage avec Alioski et sera expulsé après visionnage de la VAR. Il revient en forme contre Southampton en étant titularisé sur le côté gauche de l'attaque des Gunners et c'est lui qui égalise juste après l'ouverture du score des Saints. Il enchaîne en ouvrant le score face aux Wolves.

#### Prêt à l'OGC Nice (2022-2023)
Le jeudi 25 août 2022, l'OGC Nice annonce l’arrivée de Nicolas Pépé en prêt sans option d'achat jusqu'à la fin de saison 2022-2023. Dans la matinée de son arrivée, il passe avec réussite sa visite médicale et il est présenté au public le soir du jeudi avant la rencontre de barrage de la Ligue Europa Conférence contre Maccabi Tel-Aviv Football Club que le club français remportera 2-0 et donc un ticket en C4,. Il représente le n°29. Il marque son premier but sur pénalty à la 29° de jeu sous ses couleurs niçoises contre son ancien club, le LOSC Lille où l'OGC Nice s'imposeront sur le score de 2-1.

#### Trabzonspor (2023-2024)
En septembre 2023, il quitte Arsenal et rejoint le club turc de Trabzonspor jusqu’à la fin de la saison pour 4 millions d'euros.

### Carrière internationale
Né en France, d'origine ivoirienne, il opte pour la sélection de Côte d'Ivoire. Après avoir évolué avec l'équipe de Côte d'Ivoire des moins de 23 ans de 2015 à 2016, Nicolas Pépé est convoqué pour la première fois par Michel Dussuyer en novembre 2016 avec la sélection A ivoirienne pour disputer le match de qualification pour la Coupe du monde 2018 contre le Maroc et la rencontre amicale face à la France. Le 28 mars 2017, il se distingue lors d'un amical face au Sénégal avec une passe décisive quelques minutes après son entrée en jeu sur le but égalisateur ivoirien.
Nicolas Pépé participe à sa première compétition internationale lors de la Coupe d'Afrique des nations 2017 au Gabon où les éléphants sortent dès le premier tour.
Il est de nouveau convoqué à la Coupe d'Afrique des nations 2019 en Égypte où la Côte d'Ivoire se voit éliminée en quarts-de-finales par l'Algérie aux tirs-au-but.
Deux ans plus tard, Nicolas Pépé est retenu par le sélectionneur Patrice Beaumelle pour participer à la coupe d'Afrique des nations 2021. Les ivoiriens seront éliminés en huitièmes-de-finales par l'Égypte aux tirs-au-but encore une fois.
Le 28 décembre 2023, il est retenu dans la liste des vingt-sept joueurs ivoiriens sélectionnés par Jean-Louis Gasset pour disputer la Coupe d'Afrique des nations 2023.

## Style de jeu
Pépé débute comme gardien de but où sa capacité à bondir est utilisée. Replacé sur le terrain, Nicolas est capable d’évoluer sur les côtés mais aussi en soutien de l’attaquant de pointe. Nicolas est un joueur rapide, dribbleur, explosif, vif doté d’une bonne finition. Il possède un contrôle de balle exceptionnel qui lui a permis d'acquérir sa capacité d'élimination phénoménale. Depuis quelques années, celui-ci améliora ses feintes de corps, ainsi que ses râteaux ,passements de jambes virtuoses. Le match contre l'Equipe de France du 25 mars 2022 en est la preuve. De plus, Pépé est doté d'une bonne finition qui a contribué à l'excellente saison de son club, en totalisant 22 buts durant la saison 2018-19. Souvent, Nicolas Pépé use de son pied gauche pour enrouler à l'exemple de joueurs comme Arjen Robben.

## Statistiques

### Générales
| Saison                | Club                  | Championnat           | Championnat | Championnat | Championnat | Coupe nationale | Coupe nationale | Coupe nationale | Coupe de la Ligue | Coupe de la Ligue | Coupe de la Ligue | Compétition(s) continentale(s) | Compétition(s) continentale(s) | Compétition(s) continentale(s) | Compétition(s) continentale(s) | Côte d'Ivoire | Côte d'Ivoire | Côte d'Ivoire | Total | Total | Total |
| Saison                | Club                  | Division              | M.          | B.          | P.d.        | M.              | B.              | P.d.            | M.                | B.                | P.d.              | Comp.                          | M.                             | B.                             | P.d.                           | M.            | B.            | P.d.          | M.    | B.    | P.d.  |
| 2014-2015             | Angers SCO            | Ligue 2               | 7           | 0           | 0           | 2               | 3               | 0               | 1                 | 0                 | 0                 | -                              | -                              | -                              | -                              | -             | -             | -             | 10    | 3     | 0     |
| 2016-2017             | Angers SCO            | Ligue 1               | 33          | 3           | 1           | 5               | 0               | 1               | 1                 | 0                 | 0                 | -                              | -                              | -                              | -                              | 5             | 0             | 0             | 44    | 3     | 2     |
| Sous-total            | Sous-total            | Sous-total            | 40          | 3           | 1           | 7               | 3               | 1               | 2                 | 0                 | 0                 | -                              | -                              | -                              | -                              | 5             | 0             | 0             | 54    | 6     | 2     |
| 2015-2016             | US Orléans (prêt)     | National              | 29          | 7           | 2           | 3               | 2               | 0               | 1                 | 0                 | 0                 | -                              | -                              | -                              | -                              | -             | -             | -             | 33    | 9     | 2     |
| 2017-2018             | LOSC Lille            | Ligue 1               | 36          | 13          | 6           | 2               | 1               | 0               | 0                 | 0                 | 0                 | -                              | -                              | -                              | -                              | 2             | 3             | 0             | 40    | 17    | 6     |
| 2018-2019             | LOSC Lille            | Ligue 1               | 38          | 22          | 11          | 2               | 1               | 1               | 1                 | 0                 | 0                 | -                              | -                              | -                              | -                              | 6             | 1             | 0             | 47    | 24    | 12    |
| Sous-total            | Sous-total            | Sous-total            | 74          | 35          | 17          | 4               | 2               | 1               | 1                 | 0                 | 0                 | -                              | -                              | -                              | -                              | 8             | 4             | 0             | 87    | 41    | 18    |
| 2019-2020             | Arsenal FC            | Premier League        | 31          | 5           | 6           | 5               | 1               | 2               | 0                 | 0                 | 0                 | C3                             | 6                              | 2                              | 2                              | 3             | 1             | 0             | 45    | 9     | 10    |
| 2020-2021             | Arsenal FC            | Premier League        | 29          | 10          | 1           | 2               | 0               | 0               | 3                 | 0                 | 0                 | C3                             | 13                             | 6                              | 4                              | 5             | 0             | 0             | 52    | 16    | 5     |
| 2021-2022             | Arsenal FC            | Premier League        | 19          | 1           | 3           | -               | -               | -               | 3                 | 2                 | 4                 | -                              | -                              | -                              | -                              | 9             | 4             | 1             | 31    | 7     | 8     |
| Sous-total            | Sous-total            | Sous-total            | 79          | 16          | 10          | 7               | 1               | 2               | 6                 | 2                 | 4                 | -                              | 19                             | 8                              | 6                              | 17            | 5             | 1             | 128   | 32    | 23    |
| 2022-2023             | OGC Nice (prêt)       | Ligue 1               | 19          | 6           | 0           | 1               | 0               | 0               | -                 | -                 | -                 | C4                             | 8                              | 2                              | 0                              | 3             | 1             | 1             | 31    | 9     | 1     |
| 2023-2024             | Trabzonspor           | Süper Lig             | 19          | 5           | 2           | 4               | 0               | 0               | -                 | -                 | -                 | -                              | -                              | -                              | -                              | 7             | 0             | 0             | 30    | 5     | 2     |
| 2024-2025             | Villarreal CF         | Liga                  | 28          | 3           | 6           | 0               | 0               | 0               | -                 | -                 | -                 | -                              | -                              | -                              | -                              | 4             | 1             | 0             | 32    | 4     | 6     |
| 2025-2026             | Villarreal CF         | Liga                  | 1           | 0           | 1           | 0               | 0               | 0               | -                 | -                 | -                 | C1                             | -                              | -                              | -                              | 0             | 0             | 0             | 1     | 0     | 1     |
| Sous-total            | Sous-total            | Sous-total            | 29          | 3           | 7           | 0               | 0               | 0               | 0                 | 0                 | 0                 | -                              | 0                              | 0                              | 0                              | 4             | 1             | 0             | 33    | 4     | 7     |
| Total sur la carrière | Total sur la carrière | Total sur la carrière | 284         | 75          | 39          | 26              | 8               | 4               | 10                | 2                 | 4                 | -                              | 27                             | 10                             | 6                              | 50            | 11            | 2             | 397   | 106   | 55    |

### Buts internationaux
| Buts internationaux de Nicolas Pépé | Buts internationaux de Nicolas Pépé                                                                              | Buts internationaux de Nicolas Pépé                                                                              | Buts internationaux de Nicolas Pépé                                                                              | Buts internationaux de Nicolas Pépé                                                                              | Buts internationaux de Nicolas Pépé                                                                              | Buts internationaux de Nicolas Pépé                                                                              | Buts internationaux de Nicolas Pépé                                                                              | Buts internationaux de Nicolas Pépé                                                                              | Buts internationaux de Nicolas Pépé                                                                              |
| 0                                   | Date | Lieu | Compétition | Résultat | Adversaire | Détail | Détail | Détail | Sél. |
| ----------------------------------- | --- | --- | --- | --- | --- | --- | --- | --- | --- |
| 1er                                 | 24 mars 2018 | Stade Pierre-Brisson, Beauvais, France                                                                           | Match amical | 2 - 2 | Togo | 16e | du pied droit | 0-1 | 6e |
| 2e                                  | 24 mars 2018 | Stade Pierre-Brisson, Beauvais, France                                                                           | Match amical | 2 - 2 | Togo | 24e | du pied gauche                                                                                                   | 0-2 | 6e |
| 3e                                  | 27 mars 2018 | Stade Pierre-Brisson, Beauvais, France                                                                           | Match amical | 2 - 1 | Moldavie | 44e | du pied gauche                                                                                                   | 2-0 | 7e |
| 4e                                  | 23 mars 2019 | Le Félicia, Abidjan, Côte d'Ivoire                                                                               | Qualifications CAN 2019                                                                                          | 3 - 0 | Rwanda | 7e | du pied droit | 1-0 | 10e |
| 5e                                  | 13 octobre 2019                                                                                                  | Stade de la Licorne, Amiens, France                                                                              | Match amical | 3 - 1 | RD Congo | 44e | du pied gauche                                                                                                   | 2-0 | 14e |
| 6e                                  | 11 octobre 2021                                                                                                  | Stade de l'Amitié, Cotonou, Bénin                                                                                | Qualification Coupe du Monde 2022                                                                                | 2 - 1 | Malawi | 2e | du pied gauche                                                                                                   | 2-0 | 22e |
| 7e                                  | 16 janvier 2022                                                                                                  | Complexe multisports de Japoma, Douala, Cameroun                                                                 | CAN 2021 | 2 - 2 | Sierra Leone | 65e | du pied gauche                                                                                                   | 2-0 | 26e |
| 8e                                  | 20 janvier 2022                                                                                                  | Complexe multisports de Japoma, Douala, Cameroun                                                                 | CAN 2021 | 3 - 1 | Algérie | 54e | du pied gauche                                                                                                   | 3-0 | 27e |
| 9e                                  | 25 mars 2022 | Stade Vélodrome, Marseille, France                                                                               | Match amical | 2 - 1 | France | 19e | du pied droit | 0-1 | 29e |
| 10e                                 | 16 novembre 2022                                                                                                 | Stade Olympique d'Ebimpé, Abidjan, Côte d'Ivoire                                                                 | Match amical | 4 - 0 | Burundi | 63e | du pied gauche                                                                                                   | 4-0 | 32e |
| Total                               | 10 buts (7 du pied gauche et 3 du pied droit) en 33 sélections entre le 15 novembre 2016 et le 19 novembre 2022. | 10 buts (7 du pied gauche et 3 du pied droit) en 33 sélections entre le 15 novembre 2016 et le 19 novembre 2022. | 10 buts (7 du pied gauche et 3 du pied droit) en 33 sélections entre le 15 novembre 2016 et le 19 novembre 2022. | 10 buts (7 du pied gauche et 3 du pied droit) en 33 sélections entre le 15 novembre 2016 et le 19 novembre 2022. | 10 buts (7 du pied gauche et 3 du pied droit) en 33 sélections entre le 15 novembre 2016 et le 19 novembre 2022. | 10 buts (7 du pied gauche et 3 du pied droit) en 33 sélections entre le 15 novembre 2016 et le 19 novembre 2022. | 10 buts (7 du pied gauche et 3 du pied droit) en 33 sélections entre le 15 novembre 2016 et le 19 novembre 2022. | 10 buts (7 du pied gauche et 3 du pied droit) en 33 sélections entre le 15 novembre 2016 et le 19 novembre 2022. | 10 buts (7 du pied gauche et 3 du pied droit) en 33 sélections entre le 15 novembre 2016 et le 19 novembre 2022. |

## Palmarès

### En club
Angers SCO
- Coupe de France
  - Finaliste : 2017

 LOSC Lille
- Ligue 1
  - Vice-champion : 2018-2019

 Arsenal FC
- FA Cup
  - Vainqueur : 2020

### En sélection nationale
- Côte d'Ivoire
  - Vainqueur de la Coupe d'Afrique des nations en 2023

### Distinctions personnelles
- Meilleur joueur du National en 2016[30].
- Trophée du joueur du mois UNFP de Ligue 1 en septembre 2018 et janvier 2019
- Prix Marc-Vivien Foé du meilleur joueur africain de Ligue 1 en 2019
- Nommé dans l'équipe-type de Ligue 1 des trophées UNFP en 2019.